# Antonia Arslan
Pour les articles homonymes, voir Arslan.
Antonia Arslan, née à Padoue en 1938, est une universitaire, écrivaine et essayiste italienne d’origine arménienne.

## Biographie
Antonia Arslan a, entre autres, traduit le poète arménien Daniel Varoujan.
Elle obtient le prix Stresa en 2004 pour La masseria delle allodole dont la traduction en français aux éditions Points est Le Mas des Alouettes. Ce livre a été adapté au cinéma sous le titre éponyme Le Mas des alouettes par Paolo et Vittorio Taviani en 2007.

## Œuvres
- Dame, droga e galline. Il romanzo popolare italiano fra Ottocento e Novecento. Cleup, 1977.
- Dame, galline e regine. La scrittura femminile italiana fra '800 e '900. Guerini e Associati, 1999.
- La masseria delle allodole. Rizzoli, 2004 (deutsch Das Haus der Lerchen)
- La strada di Smirne. Rizzoli, 2009.
- Il cortile dei girasoli parlanti, Piemme, 2011.  (ISBN 9788856619737)
- Il libro di Mush, Skira narrativa, 2012.  (ISBN 9788857211510)
- Il calendario dell'avvento, Piemme, 2013.  (ISBN 9788856631098)
- Il rumore delle perle di legno, Rizzoli, 2015.  (ISBN 9788858679050)

### Œuvres traduites en français
- Il était une fois en Arménie [« La masseria delle allodole »], trad. de Nathalie Bauer, Paris, Éditions Robert Laffont, 2006, 245 p.  (ISBN 2-221-10400-5) - rééd. Points, 2007, sous le titre Le Mas des alouettes. Il était une fois en Arménie.